# NGC 3934
NGC 3934 ist eine Galaxie vom Hubble-Typ S? im Sternbild Löwe, die schätzungsweise 166 Millionen Lichtjahre von der Milchstraße entfernt ist. 
Die Galaxie wurde im Jahre 1871 von dem Astronomen Alphonse Borrelly entdeckt.